# Nečichy
Nečichy jsou vesnice, část okresního města Louny. Nachází se asi 3,5 km na sever od Loun. V roce 2009 zde bylo evidováno 53 adres.
Nečichy je také název katastrálního území o rozloze 3,57 km².

## Historie
První písemná zmínka o obci pochází z roku 1335.

## Přírodní poměry
V severozápadní části katastrálního území s pomístním jménem Na Hrubém kuse vyskytují v polní drenáži vývěry hořké vody s obsahem hořčíku (684 mg·l−1), vápníku (488 mg·l−1) a sodíku (456 mg·l−1). Roku 1969 byl celkový obsah rozpuštěných pevných látek 6,91 g·l−1.

## Obyvatelstvo
|           | 1869 | 1880 | 1890 | 1900 | 1910 | 1921 | 1930 | 1950 | 1961 | 1970 | 1980 | 1991 | 2001 | 2011 |
| --------- | ---- | ---- | ---- | ---- | ---- | ---- | ---- | ---- | ---- | ---- | ---- | ---- | ---- | ---- |
| Obyvatelé | 184  | 155  | 214  | 211  | 238  | 254  | 221  | 195  | 162  | 142  | 101  | 73   | 77   | 93   |
| Domy      | 32   | 33   | 30   | 36   | 43   | 44   | 49   | 56   | 53   | 51   | 45   | 45   | 47   | 50   |

## Pamětihodnosti
Na návsi stojí památkově chráněná barokní kaple svaté Anny z osmnáctého století.